# Eugenia excisa
Eugenia excisa es una especie planta fanerógama perteneciente la familia de las mirtáceas. Es originaria del este de Cuba. La especie está considerada en peligro de extinción por la pérdida de hábitat.

## Hábitat
Es un pequeño árbol que se conoce solo por las montañas de la parte sur-occidental de la Sierra de Nipe en el este de Cuba, donde se encuentra en suelos profundamente erosionados en las montañas de piedra caliza.

## Taxonomía
Eugenia excisa fue descrita por Ignatz Urban y publicado en Symbolae Antillanae seu Fundamenta Florae Indiae Occidentalis 9: 100. 1923.
Etimología
Eugenia: nombre genérico otorgado en honor del  Príncipe Eugenio de Saboya.
excisa: epíteto latino  que significa "cortada".
Sinonimia
- Calycolpus excisus (Urb.) Bisse[6][7]